# Oz (TV-serie)
Oz är en amerikansk TV-serie om ett fiktivt fängelse skapad och till stora delar skrivet av Tom Fontana. Det var den första serien som skapades med entimmes avsnitt och därmed förändrade TV-seriers standard.
Oz hade premiär den 12 juli 1997 och gick i sex säsonger. Det sista avsnittet sändes 23 februari 2003.

## Handling
"Oz" är smeknamnet på det fiktiva fängelset Oswald State Correctional Facility. Serien utspelar sig mest på avdelningen Emerald City. Namnet är direkt taget ur  L. Frank Baums saga Trollkarlen från Oz (1900). Likaså smeknamnet "Oz". Flera referenser till boken gjordes i samband med lanseringen av serien. Som till exempel frasen "There's no place like home" blev "It's no place like home".
I den experimentella avdelningen av fängelset som kallas Emerald City försöker avdelningschefen Tim McManus (Kinney) rehabilitera fångarna med nya metoder. Emerald City försöker kontrollera fångarna genom mer frihet och mer ansvar men även mer balans fångarna emellan. De etniska och sociala grupperna är blandade på ett kalkylerat vis. Men grupperna är ständiga rivaler vilket resulterar i att många av fångarna bli misshandlade, våldtagna eller dödade. 
Alla fångar kämpar för att få sina behov mättade. Somliga kämpar för makt, andra för överlevnad, vilket även inkluderar vakterna. Seriens berättare Augustus Hill (Perrineau) förklarar seriens syfte och ger tittarna kontext, tematisk analys och humor.

## Rollista

### Huvudroller
- Ernie Hudson – Warden Leo Glynn
- Terry Kinney – Tim McManus
- Harold Perrineau – Augustus Hill
- Eamonn Walker – Kareem Saïd
- Kirk Acevedo – Miguel Alvarez (biroll i säsong 1)
- Rita Moreno – Sister Peter Marie Reimondo (biroll i säsong 1)
- J.K. Simmons – Vernon Schillinger (biroll i säsong 1)
- Lee Tergesen – Tobias Beecher (biroll i säsong 1)
- Dean Winters – Ryan O'Reily (biroll i säsong 1)
- Adewale Akinnuoye-Agbaje – Simon Adebisi (gästroll i säsong 1, biroll i säsong 2)

### Övriga roller (i urval)
- Luis Guzmán - Raoul "El Cid" Hernandez
- Zeljko Ivanek - Governor James Devlin
- Christopher Meloni - Christopher Keller
- R.E. Rodgers - James Robson
- muMs da Schemer - Arnold "Poet" Jackson
- Lauren Vélez - Dr. Gloria Nathan
- Scott William Winters - Cyril O'Reily
- B.D. Wong - Father Ray Mukada
- George Morfogen – Bob Rebadow
- Tom Mardirosian – Agamemnon Busmalis
- Chuck Zito - Charles "Chucky the Enforcer" Pancamo
- Antoni Corone - Frank "The Fixer" Urbano
- John Palumbo - Don Zanghi
- Mark Margolis - Antonio Nappa
- Todd Etelson - Mario Seggio
- Eddie Malavarca - Peter Schibetta
- Tony Musante - Nino Schibetta
- Jon Seda - Dino Ortolani
- Goodfella Mike G - Joey D'Angelo
- Lothaire Bluteau - Guillaume Tarrant
- Brendan Kelly - Wolfgang Cutler
- Otto Sanchez - Carmen "Chico" Guerra
- Carlos Leon - Carlos Martinez
- David Zayas - Enrique Morales
- Erik King - Moses Deyell
- Michael Wright - Omar White
- Stephen Gevedon - Scott Ross

## Avsnitt
Säsong 1
1. The Routine
2. Visits, Conjugal and Otherwise
3. God's Chillin
4. Capital P
5. Straight Life
6. To Your Health
7. Plan B
8. A Game of Checkers

Säsong 2
1. The Tip
2. Ancient Tribes
3. Great Men
4. Losing Your Appeal
5. Family Bizness
6. Strange Bedfellows
7. Animal Farm
8. Escape from Oz

Säsong 3
1. The Truth and Nothing But…
2. Napoleon's Boney Parts
3. Legs
4. Unnatural Disasters
5. U.S. Male
6. Cruel and Unusual Punishments
7. Secret Identities
8. Out o' Time

Säsong 4
1. A Cock and Balls Story
2. Obituaries
3. The Bill of Wrongs
4. Works of Mercy
5. Gray Matter
6. A Word to the Wise
7. A Town Without Pity
8. You Bet Your Life
9. Medium Rare
10. Conversions
11. Revenge is Sweet
12. Cuts Like a Knife
13. Blizzard of '01
14. Orpheus Descending
15. Even the Score
16. Famous Last Words

Säsong 5
1. Visitation
2. Laws of Gravity
3. Dream a Little Dream of Me
4. Next Stop, Valhalla
5. Wheel of Fortune
6. Variety
7. Good Intentions
8. Impotence

Säsong 6
1. Dead Man Talking
2. See No Evil, Hear No Evil, Smell No Evil
3. Sonata da Oz
4. A Failure to Communicate
5. 4giveness
6. A Day in the Death…
7. Junkyard Dawgs
8. Exeunt Omnes

## Kuriosa
Det är skaparen Tom Fontanas arm som man får se tatueras med ordet "OZ" i vinjetten.[källa behövs]